# 제7SS의용산악사단 프린츠 오이겐
제7SS의용산악사단 프린츠 오이겐(7. Waffen-Freiwiligen-Gebirgs-Division der SS Prinz Eugen)은 나치 독일의 무장친위대 사단 중 하나이다.
1941년 민족독일인 의용병 및 세르비아, 크로아티아, 헝가리, 루마니아의 징집병들로 편성되었다. 세르비아, 크로아티아, 몬테네그로 일대에서 활동하던 공산주의 유고슬라비아 파르티잔에 대한 대분란전 임무에 종사했다.
별명 "프린츠 오이겐"은 제6차 오스트리아-튀르크 전쟁 당시 베오그라드를 오스만 제국으로부터 탈취한 합스부르크 군주국의 군사지도자 사부아 공자 외젠을 의미한다. 원래 이름은 SS의용사단 프린츠 오이겐(SS-Freiwilligen-Division Prinz Eugen)이었다.